# Кенжебек, Галымжан Рахымжанулы
Галымжан Рахымжанулы Кенжебек (каз. Ғалымжан Рахымжанұлы Кенжебек; род. 12 февраля 2003, Тараз) — казахстанский футболист, полузащитник клуба «Елимай» и сборной Казахстана.

## Клубная карьера
Футбольную карьеру начал в 2020 году в составе клуба «Кайрат-Жастар» в первой лиге. 30 ноября 2020 года в матче против клуба «Тараз» дебютировал в казахстанской Премьер-лиге.
В начале 2022 года подписал контракт с клубом «Мактаарал».

## Карьера в сборной
6 октября 2021 года дебютировал за сборную Казахстана до 19 лет, в матче против сборной Чехии до 19 лет (0:3).

## Достижения
«Кайрат»
- Чемпион Казахстана: 2020

## Статистика выступлений

### Клубная карьера
| Клуб                     | Сезон                    | Лига | Лига | Кубки | Кубки | Еврокубки | Еврокубки | Итого | Итого |
| Клуб                     | Сезон                    | Игры | Голы | Игры  | Голы  | Игры      | Голы      | Игры  | Голы  |
| ------------------------ | ------------------------ | ---- | ---- | ----- | ----- | --------- | --------- | ----- | ----- |
| Кайрат                   | 2020                     | 1    | 0    | —     | —     | —         | —         | 1     | 0     |
| Кайрат                   | 2021                     | 0    | 0    | 2     | 0     | —         | —         | 2     | 0     |
| Кайрат                   | 2023                     | 7    | 0    | 2     | 0     | —         | —         | 9     | 0     |
| Кайрат                   | Итого                    | 8    | 0    | 4     | 0     | —         | —         | 12    | 0     |
| → Кайрат-Жастар          | 2020                     | 9    | 2    | —     | —     | —         | —         | 9     | 2     |
| → Кайрат-Жастар          | 2021                     | 18   | 9    | —     | —     | —         | —         | 18    | 9     |
| → Кайрат-Жастар          | Итого                    | 27   | 11   | —     | —     | —         | —         | 27    | 11    |
| → Мактаарал              | 2022                     | 22   | 3    | 7     | 3     | —         | —         | 29    | 6     |
| → Мактаарал              | Итого                    | 22   | 3    | 7     | 3     | —         | —         | 29    | 6     |
| → Кайрат-Жастар          | 2023                     | 3    | 1    | —     | —     | —         | —         | 3     | 1     |
| → Кайрат-Жастар          | Итого                    | 3    | 1    | —     | —     | —         | —         | 3     | 1     |
| Всего за «Кайрат-Жастар» | Всего за «Кайрат-Жастар» | 30   | 12   | —     | —     | —         | —         | 30    | 12    |
| → Женис                  | 2024                     | 10   | 0    | 3     | 1     | —         | —         | 13    | 1     |
| → Женис                  | Итого                    | 10   | 0    | 3     | 1     | —         | —         | 13    | 1     |
| Акритас Хлоракас         | 2024/25                  | 14   | 5    | 1     | 0     | —         | —         | 15    | 5     |
| Акритас Хлоракас         | Итого                    | 14   | 5    | 1     | 0     | —         | —         | 15    | 5     |
| Кошице                   | 2024/25                  | 9    | 1    | 1     | 0     | —         | —         | 10    | 1     |
| Кошице                   | Итого                    | 9    | 1    | 1     | 0     | —         | —         | 10    | 1     |
| Всего за карьеру         | Всего за карьеру         | 93   | 21   | 16    | 4     | —         | —         | 109   | 25    |

### Выступления за сборную
| Сборная   | Год   | Отборочные матчи ЧМ | Отборочные матчи ЧМ | Отборочные матчи ЧЕ | Отборочные матчи ЧЕ | Лига наций УЕФА | Лига наций УЕФА | Товарищеские матчи | Товарищеские матчи | Итого | Итого |
| Сборная   | Год   | Игры                | Голы                | Игры                | Голы                | Игры            | Голы            | Игры               | Голы               | Игры  | Голы  |
| --------- | ----- | ------------------- | ------------------- | ------------------- | ------------------- | --------------- | --------------- | ------------------ | ------------------ | ----- | ----- |
| Казахстан | 2024  | −                   | −                   | −                   | −                   | 1               | 0               | −                  | −                  | 1     | 0     |
| Казахстан | 2025  | 3                   | 0                   | −                   | −                   | −               | −               | 2                  | 1                  | 5     | 1     |
| Итого     | Итого | 3                   | 0                   | −                   | −                   | 1               | 0               | 2                  | 1                  | 6     | 1     |